# Katha depressa
Katha depressa — вид метеликів родини ведмедиць (Arctiidae).

## Поширення
Метелик поширений в Західній Європі, Малій Азії, Криму, на Кавказі, на півдні Сибіру, в Амурській області, Приморському краї, на  Сахаліні, Кореї та Японії.

## Опис
Крила коричнево-сірого забарвлення з яскраво-жовтими краями. Довжина переднього крила — 15-17 мм. Візерунок крила відрізняється в залежності від популяції. Личинки сірого забарвлення з жовтою поздовжньою смугою з чорними краями на спині.

## Спосіб життя
Літ імаго триває з червня по вересень. Гусениці живляться лишайниками та водоростями.